# 哈尼波因特鎮區 (伊利諾伊州馬庫平縣)
哈尼波因特鎮區（英語：Honey Point Township）是位於美國伊利諾伊州馬庫平縣的一個行政鎮區。

## 地方資料
根據2010年美國人口普查的數據，哈尼波因特鎮區的面積為95.90平方千米，當中陸地面積為95.80平方千米，而水域面積為0.10平方千米。當地共有人口149人，而人口密度為每平方千米1.55人。